# Кадахта
Кадахта́ (рос. Кадахта) — село у складі Каримського району Забайкальського краю, Росія. Адміністративний центр Кадахтинського сільського поселення.

## Населення
Населення — 1020 осіб (2010; 853 у 2002).
Національний склад (станом на 2002 рік):
- росіяни — 96 %